# Ландсберг, Карл Христофорович
Карл Христофорович Ландсберг (1853—1909) — российский военный, прославившийся своим преступлением — убийством ростовщика Власова и его служанки. Отбывая наказание на Сахалине, принял деятельное участие в обустройстве острова, встречался с Чеховым. Позднее занимался коммерцией, участвовал в Русско-японской войне, был ранен.

## Биография

### Происхождение, ранние годы, служба
Ландсберг принадлежал к немецкому баронскому роду, представители которого служили России. Его детство проходило в  городе Шавли в имении отца. В 1872 году он поступил в военное училище, после окончания которого служил сапёрным офицером, участвовал в туркестанской кампании и русско-турецкой войне. Был ранен и награждён двумя орденами.

### Преступление Ландсберга
В 1879 году Ландсберг служил прапорщиком лейб-гвардии Сапёрного батальона в Петербурге, и готовился к свадьбе с Марией Тотлебен (1859—1905). Ростовщик Власов, имевший на руках векселя жившего не по средствам и запутавшегося в долгах гвардейца, по его мнению, мог опозорить последнего перед свадьбой. Решившись убить его, Ландсберг прибыл к ростовщику и зарезал его, а затем и не вовремя вернувшуюся кухарку Семенидову. После громкого (шум был вызван не в последнюю очередь тем, что гвардейский офицер совершил убийство с корыстным мотивом) судебного процесса получил 15 лет каторги и был направлен на Сахалин.

### Ландсберг на Сахалине
Прибыв на каторгу, Ландсберг имел статус обычного заключённого. Однако талант инженера позволил ему по заданиям островного начальства заняться строительством на Сахалине. Это позволило получить различные привилегии. Ландсберг занимался проведением тоннелей, строительством причалов, шахтами. По словам Дорошевича, всё, сделанное на Сахалине, было сделано Ландсбергом. В 1885 году он был переведён из каторжан в ссыльнопоселенцы.
Во время Русско-японской войны и японского вторжения на Сахалин в 1905 году Ландсберг возглавил дружину численностью примерно в две сотни человек, прикрывавшую отступление русских под натиском японцев. Он был тяжело ранен в бою и оказался в плену у неприятеля.

### Последние годы
После войны и передачи южной части Сахалина Японии жил во Владивостоке. Решением императора Николая II все отнятые права были Ландсбергу возвращены, он вернулся в Петербург, где и скончался от заражения крови, уколов случайно палец пером при подписании бумаг.

## Семья
Состоял в браке с дворянкой-фельдшерицей Ольгой Дитятевой. Их дети умерли от дифтерии.

## В культуре
Упоминается в книге Чехова «Остров Сахалин» (как Л., в переписке писателя — по фамилии), одном из писем Достоевского, письме Гаршина, подробно описан Власом Дорошевичем, упоминается в очерке Салтыкова-Щедрина «Круглый год» (1880). Вспоминал о деле Ландсберга и юрист А. Кони (он был председателем суда на процессе Ландсберга). Современный писатель В. А. Каликинский написал о нём роман «Легионер». Упоминается в романе Ольги и Алексея Ракитиных "Неоконченный пасьянс".